# Episodi di Carter (serie televisiva) (seconda stagione)
La seconda stagione della serie televisiva Carter, composta da 10 episodi, è stata trasmessa in prima visione assoluta in Canada su CTV Drama Channel dal 25 ottobre al 20 dicembre 2019.
In Italia la stagione è stata trasmessa su Sky Investigation, canale a pagamento della piattaforma satellitare Sky, dal 25 gennaio al 22 febbraio 2022.
| nº | Titolo originale                 | Titolo italiano | Prima TV Canada  | Prima TV Italia  |
| -- | -------------------------------- | --------------- | ---------------- | ---------------- |
| 1  | Harley Wears A Wig               | Ep. 1           | 25 ottobre 2019  | 25 gennaio 2022  |
| 2  | Harley Loses a Finger            | Ep. 2           | 25 ottobre 2019  | 25 gennaio 2022  |
| 3  | Harley Gets Replaced             | Ep. 3           | 1º novembre 2019 | 1º febbraio 2022 |
| 4  | Harley Gets an Office Job        | Ep. 4           | 8 novembre 2019  | 1º febbraio 2022 |
| 5  | Harley Gets a Hole in One        | Ep. 5           | 15 novembre 2019 | 8 febbraio 2022  |
| 6  | Harley Insisted On Wearing Pants | Ep. 6           | 22 novembre 2019 | 8 febbraio 2022  |
| 7  | Harley Wanted To Say Bonspiel    | Ep. 7           | 29 novembre 2019 | 15 febbraio 2022 |
| 8  | Harley Gets to Be Best Man       | Ep. 8           | 6 dicembre 2019  | 15 febbraio 2022 |
| 9  | Harley Doesn't Get His Man       | Ep. 9           | 13 dicembre 2019 | 22 febbraio 2022 |
| 10 | Harley Takes a Bow               | Ep. 10          | 20 dicembre 2019 | 22 febbraio 2022 |

## Harley Wears A Wig
- Titolo originale: Harley Wears A Wig
- Diretto da: Peter Wellington
- Scritto da: Andy Berman

### Trama
Harley ha il suo primo caso da investigatore privato: un uomo lo assume per ritrovare sua moglie, che è scomparsa. Ma il nuovo capo della Polizia non ha fiducia in Carter...
- Ascolti Canada: telespettatori

## Harley Loses a Finger
- Titolo originale: Harley Loses a Finger
- Diretto da: Peter Wellington
- Scritto da: Garry Campbell

### Trama
Indagando su un caso, Harley si trova a giocare una specie di gioco letale con un criminale inglese, un sicario pericoloso e sfuggente.
- Ascolti Canada: telespettatori

## Harley Gets Replaced
- Titolo originale: Harley Gets Replaced
- Diretto da: Jerry Ciccoritti
- Sceneggiatura da: Carlos Jacott

### Trama
Mentre lavora a un caso, Carter deve anche insegnare come comportarsi da poliziotto al suo sostituto, quello spaccone di David Arquette, la star di Hollywood.
- Ascolti Canada: telespettatori

## Harley Gets an Office Job
- Titolo originale: Harley Gets an Office Job
- Diretto da: Kelly Makin
- Scritto da: Vivian Lin

### Trama
- Ascolti Canada: telespettatori

## Harley Gets a Hole in One
- Titolo originale: Harley Gets a Hole in One
- Diretto da: Kelly Makin
- Scritto da: Andy Berman

### Trama
- Ascolti Canada: telespettatori

## Harley Insisted On Wearing Pants
- Titolo originale: Harley Insisted On Wearing Pants
- Diretto da: Jerry Ciccoritti
- Scritto da: Garry Campbell

### Trama
- Ascolti Canada: telespettatori

## Harley Wanted To Say Bonspiel
- Titolo originale: Harley Wanted To Say Bonspiel
- Diretto da: Mars Horodyski
- Scritto da: Jennifer Kassabian

### Trama
- Ascolti Canada: telespettatori

## Harley Gets to Be Best Man
- Titolo originale: Harley Gets To Be Best Man
- Diretto da: Mars Horodyski
- Scritto da: Andy Berman e Carlos Jacott

### Trama
- Ascolti Canada: telespettatori

## Harley Doesn't Get His Man
- Titolo originale: Harley Doesn't Get His Man
- Diretto da: Sudz Sutherland
- Scritto da: Garry Campbell

### Trama
- Ascolti Canada: telespettatori

## Harley Takes a Bow
- Titolo originale: Harley Takes a Bow
- Diretto da: Sudz Sutherland
- Scritto da: Andy Berman e Carlos Jacott

### Trama
- Ascolti Canada: telespettatori